# Retalia nitida
Retalia nitida är en stekelart som beskrevs av André Seyrig 1952. Retalia nitida ingår i släktet Retalia och familjen brokparasitsteklar. Inga underarter finns listade i Catalogue of Life.